# Litoscalpellum eremus
Litoscalpellum eremus is een rankpootkreeftensoort uit de familie van de Scalpellidae. De wetenschappelijke naam van de soort is voor het eerst geldig gepubliceerd in 1970 door Zevina.